# راندي بروير
راندي بروير (بالإنجليزية: Randy Breuer)‏ مواليد 11 أكتوبر 1960 في ليك سيتي، هو لاعب كرة سلة أمريكي سابق. بدأ مسيرته الاحترافية في سنة 1983. تم اختياره من قبل فريق ميلووكي باكز خلال الدرافت. حمل الرقم 45. يبلغ طوله 7 قدم 3 بوصة (2.2 م). اعتزل اللعب في 1994.

## المسيرة الاحترافية
لعب مع ميلووكي باكز من سنة 1983 إلى 1990، ثم لعب مع مينيسوتا تمبر ولفز من سنة 1989 إلى 1992، ثم لعب مع أتلانتا هوكس في موسم 1992–1993، ثم لعب مع سكرامنتو كينغز في موسم 1993–1994.

## روابط خارجية
- راندي بروير على موقع إن بي أي (الإنجليزية)
- راندي بروير على موقع سبورتس رفرنس (الإنجليزية)
- راندي بروير على موقع كلية كرة السلة في سبورتس رفرنس.كوم (الإنجليزية)
- راندي بروير على موقع ريلجم (الإنجليزية)
- راندي بروير على موقع بروبوليرز (الإنجليزية)